# Willard, New Mexico
Willard är en ort (village) i Torrance County i New Mexico. Vid 2010 års folkräkning hade Willard 253 invånare.